# Холмогоров, Сергей Георгиевич
Сергей Георгиевич Холмогоров (29 января 1965, Ижевск, Удмуртская АССР, СССР — 31 января 2006, Ижевск, Удмуртия, Россия) — советский и российский футболист, полузащитник и защитник; тренер.

## Биография
Воспитанник СК «Ижпланета» (тренер — В. А. Коробейников). С 1983 года стал играть во второй лиге в составе ижевского «Зенита» на позиции полузащитника. В 1988 году команда завоевала кубок профсоюзов в Азове, а после выигрыша предсезонного турнира в Ленинграде Холмогорову поступило предложение от местного «Зенита». Пробиться в основу он не сумел, отыграл первый круг в дубле и провёл четыре игры на Кубок Федерации, после чего вернулся в Ижевск, где выиграл Кубок РСФСР для клубов второй лиги.
В 1993 году Холмогоров перешёл в другой ижевский клуб — «Газовик-Газпром». В 1996 году получил сложный перелом ноги, набрал вес и перестал попадать в состав. В 1997 году по приглашению главного тренера Александра Сальнова перешёл в новотроицкую «Носту», где стал играть на позиции последнего защитника. В 1997—1998 играл за миасский «УралАЗ», где стал капитаном. Затем вернулся в «Газовик-Газпром», где закончил карьеру в 35-летнем возрасте в 2000 году, будучи капитаном.
Полузащитником играл в середине поля. Большинство голов забил со «стандартов», став лучшим в истории удмуртского футбола исполнителем пенальти. В первенствах страны провел 535 матчей, забил 77 голов, в том числе за ижевские клубы — 474 матча, 62 гола.
Окончил Удмуртский государственный университет и Высшую школу тренеров, тренер высшей категории. В 2002, с августа 2003 и в 2004 году тренировал «Ижевск» (в 2002—2003 — «Динамо»), с 2005 года работал тренером в ижевской школе футбола.
Скончался 31 января 2006 года в возрасте 41 года на тренировке на стадионе СДЮСШОР от остановки сердца.
С 2006 года в апреле в СДЮСШОР Ижевска стал проводиться всероссийский турнир, посвящённый памяти Холмогорова.